# مین سلتیکس

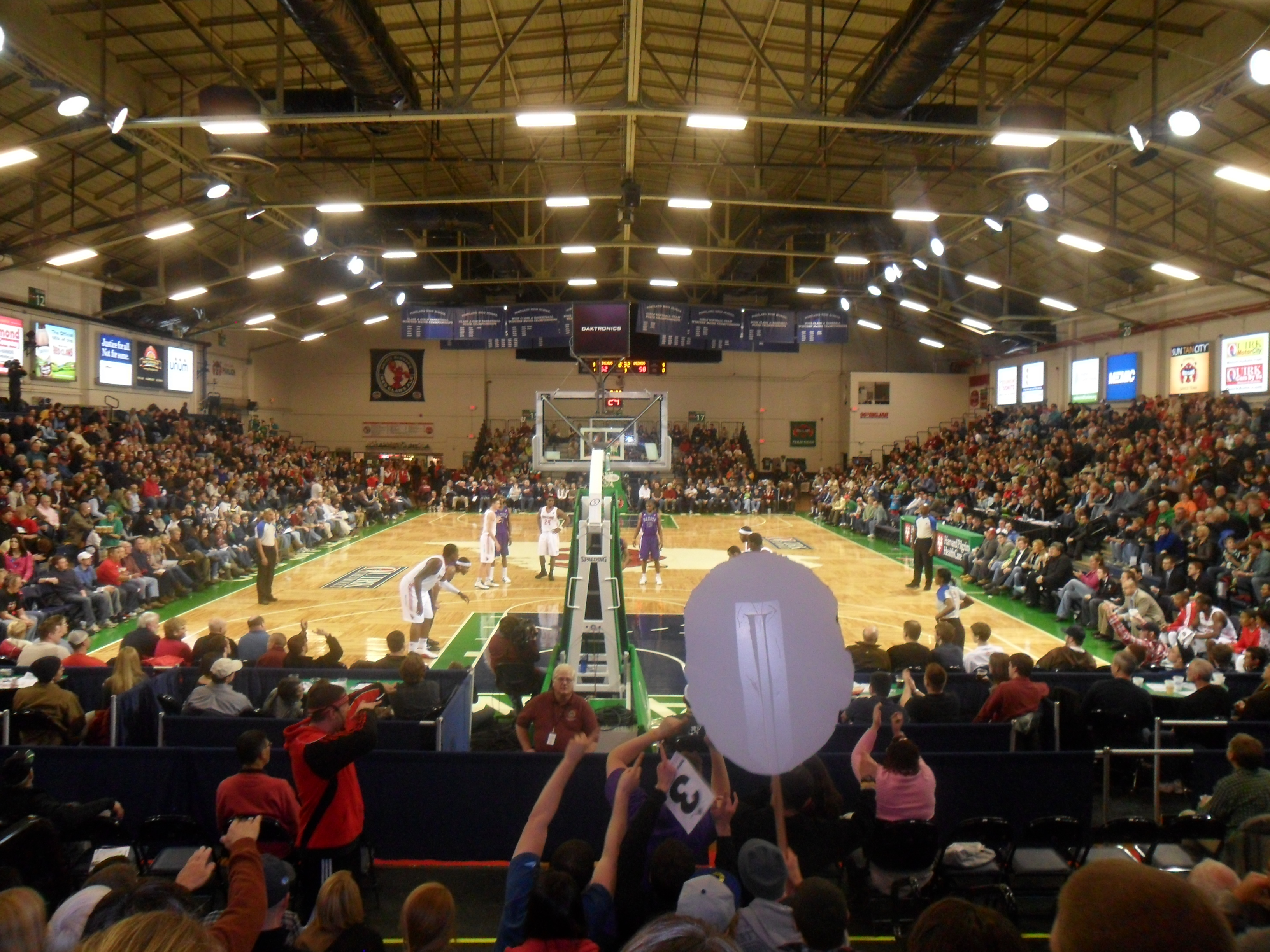
رد کلاوز مقابل داکوتا ویزاردز در Portland Exposition Building در ثانویه ۲۰۱۱.

مین سلتیکس ( در گذشته مین رد کلاوز ) تیم حرفه‌ای بسکتبالی در پورتلند است. سلتیکس در لیگ ترقی ان‌بی‌ای (جی-لیگ) مسابقه می‌دهد و وابسته به تیم بوستون سلتیکس است. در فصل ۲۰۰۹–۲۰۱۰ این تیم وارد عرصه بازی در لیگ ترقی ان‌بی‌ای شد. تالار مسابقات این تیم Portland Exposition Building می‌باشد. آنها اولین حضور در پلی اف را در تاریخ ۶ آوریل ۲۰۱۳ به عنوان تیم هشتم تجربه کردند و در پایان توسط Rio Grande Valley Vipers حذف شدند.

## تاریخچه حق امتیاز
در ۲۵ فوریه ۲۰۰۹، لیگ ترقی ان‌بی‌ای به شهر  مین حق امتیازی برای حضور در این لیگ اهدا کرد. در ۲۱ ژوئیه ۲۰۰۹، رد کلاوز آگوستین اینگ اعلام کرد که آگوستین اینگ را به عنوان اولین سرمربی این تیم اعلام کرد. طی فصل ۲۰۰۹–۲۰۱۰، آنها تمام ۲۴ بازی‌های خانگی خود را فروختند و این وضع تا فصل ۲۰۱۱–۲۰۱۲ ادامه داشت.
در ۲۱ ژوئن ۲۰۱۲، رد کلاورز اعلام کرد که این تیم با بوستون سلتیکس قرارداد وابستگی بست.
رد کلاوز اولین حضورش در پلی اف را در تاریخ ۱۱ آوریل ۲۰۱۳ تجربه کرد؛ هرچند آنها مقابل Rio Grande Valley Vipers در دو بازی پشت سرهم باختند و حذف شدند.
در ۱۶ ژوئیه ۲۰۱۴، رد کلاورز اعلام کرد که مایک تیلور سرمربیگری این تیم را برای سومین سال برعهده نمی‌گیرد. او رکورد ۴۵ برد و ۵۵ باخت را به عنوان سرمربی در این دو سال ثبت کرد. اسکات مریسون که یازده سال مربی دانشگاه لیک اهد بود به عنوان سرمربی این تیم انتخاب شد. در تاریخ ۲۱ ژوئن ۲۰۱۷، برد استیونز سرمربی بوستون سلتیکس او را به عنوان کمک مربی خود انتخاب کرد.
در سال 2021 ، حق امتیاز نام تیم به بوستون سلتیکس واگذار شد و نام تیم به مین سلتیکس تغییر یافت .

## نام تیم
در ۲ آوریل ۲۰۰۹، رد کلاورز برنده نام تیم شد. رای‌دهندگان می‌توانست نام تیم را بین نام‌های رد کلاورز، بیکانز، کروشرز، دسترویرز، سوارم و ترپس انتخاب کنند. لگوی تیم دارای خرچنگی بر روی آن است.
در سال 2021 نام تیم با توجه به باشگاه مالک به مین سلتیکس تغییر یافت .

## فصل به فصل[۱۲]
فصل ۲۰۰۹–۱۰ = گروه شرقی، جایگاه چهارم در لیگ با ۲۷ برد و ۲۳ باخت.
فصل ۲۰۱۰–۱۱ = گروه شرقی، جایگاه پنجم در لیگ با ۱۸ برد و ۳۲ باخت.
فصل ۲۰۱۱–۱۲ = گروه شرقی، جایگاه ششم در لیگ با ۲۱ برد و ۲۹ باخت.
فصل ۲۰۱۲–۱۳ = گروه شرقی، جایگاه سوم در لیگ با ۲۶ برد و ۲۴ باخت. (حذف در مرحله اول پلی اف)
فصل ۲۰۱۳–۱۴ = گروه شرقی، جایگاه چهارم در لیگ با ۱۹ برد و ۳۱ باخت.
فصل ۲۰۱۴–۱۵ = گروه اطلس، جایگاه اول در لیگ با ۳۵ برد و ۱۵ باخت. (حذف در مرحله اول پلی اف)
فصل ۲۰۱۵–۱۶ = گروه اطلس، جایگاه اول در لیگ با ۳۱ برد و ۱۹ باخت. (حذف در مرحله اول پلی اف)
فصل ۲۰۱۶–۱۷ = گروه اطلس، جایگاه اول در لیگ با ۲۹ برد و ۲۱ باخت. (حذف در مرحله دوم «نیمه نهایی»)
فصل ۲۰۱۷–۱۸ = گروه اطلس، جایگاه چهارم در لیگ با ۱۷ برد و ۲۳ باخت. 
فصل ۲۰۱۸–۱۹ = گروه اطلس، جایگاه پنجم در لیگ با ۱۹ برد و ۳۱ باخت.

## سرمربی‌ها[۱۳]
۱- استین اینگ = ۲۰۰۹–۲۰۱۱، ۵۵ برد و ۵۵ باخت
۲- دیو لیتو = ۲۰۱۱–۲۰۱۲، ۲۱ برد و ۲۹ باخت
۳- مایک تیلور = ۲۰۱۲–۲۰۱۴، ۴۵ برد و ۵۵ باخت
۴- اسکات مریسون = ۲۰۱۴–۲۰۱۷، ۹۵ برد و ۵۵ باخت (بهترین مربی سال لیگ ترقی ان بی ای در سال ۲۰۱۵)
5- برندن بایی = 2017-2019
6- دارن ارمان = 2019-2020
7- جرل کریستین = 2021-2022
8- الکس برلو = 2022-2023
9- بلین مولر = 2023-2024
10- تایلر لشبروک = 2024-حال

## وابستگی‌ها
- بوستون سلتیکس (۲۰۰۹ - حال)
- شارلوت بابکتس (۲۰۰۹–۲۰۱۲)
- فیلادلفیا سونتی سیکسرز (۲۰۱۱–۲۰۱۲)

## جستار های وابسته
• لیگ ترقی اتحادیه ملی بسکتبال ، لیگی که سلتیکس در آن فعالیت می‌کند. 
• بوستون سلتیکس ، تیم وابسته
• سانتاکروز واریرز ، تیم شاغل در لیگ ترقی